# Сінкендо
Сінкендо (яп. 眞劍道, англ. Shinkendo) — мистецтво володіння японським мечем — катана, засноване у 1990 році у США Тосісіро Обатою
У 1994 році була створена Міжнародна Федерація Сінкендо (International Shinkendo Federation). Назва «Shinkendo» є зареєстрованою торговою маркою.
У феодальні часи фехтування вважалося центром самурайських військових мистецтв. Інші мистецтва, такі, як метання спису, стрільба з лука і рукопашний бій були вторинними відносно центрального мистецтва. За винятком піхотинців (новачків з села, яким надавались мінімальні тренування), всі самураї навчались фехтуванню і також спеціалізувались у стрільбі з лука, або в інших дисциплінах.

## Принципи навчання
Сінкендо може вважатися унікальним, всебічним об'єднанням технік і принципів, запозичених з інших шанованих мистецтв. Найсильніші принципи різних військових стилів об'єднанні в курс навчання:
Кендо — швидкі переміщення та контрудари
Яґю Сінкаґе-рю та Касіма Сін-рю — напружені тренування
Дзікен-рю — сильні удари
Йорікен Баттодзюцу — швидкі і точні тамесіґірі
Айкідо та Рюкю Кобудо — плавні переміщення тіла
Сінкендо однаково підкреслює п'ять важливих аспектів фехтування:
Субурі (махи) застосовує тайсабакі (кругові переміщення), асісабакі (переміщення ніг), кенсабакі (переміщення меча) і тоходзюсінхо (десять основних методів меча).
Баттохо (методи витягання) об'єднані в техніки Гохо Баттохо і наголошують на витяганні і вкладанні меча з різних напрямків.
Танренґата (одиночна форма) використовує субурі в різних формах для вивчення різних типів переміщень ніг, тіла, обертальних переміщень, скручувань стегон, кругових переміщень, центральної стійки тіла.
Таціуці (спаринг) додає елемент реальності і допомагає двом особам досягнути відчуття гармонії і синхронності через регулювання дистанції, енергії, ритму, сили і швидкості техніки.
Тамесіґірі (тест на рубання) використовує тоходзіссінхо (пояснюється в розділі тамесіґірі) для практичного розуміння принципів, таких, як хасудзі (кут леза), тацісудзі (кут махів мечем) і теноуці (стискання).
Учні в Сінкендо поділяються на сейто (звичайний рівень), десі (послідовник) і кякубун (вчителі інших стилів, які б хотіли тренуватися). В Сінкендо система данів/кю рівнів не використовується. Сертифікат переважно базується на старій системі рівнів, запозиченій з феодальної ери. Тому почесний рівень дану не надається.